# Pablo Larraín Tejada

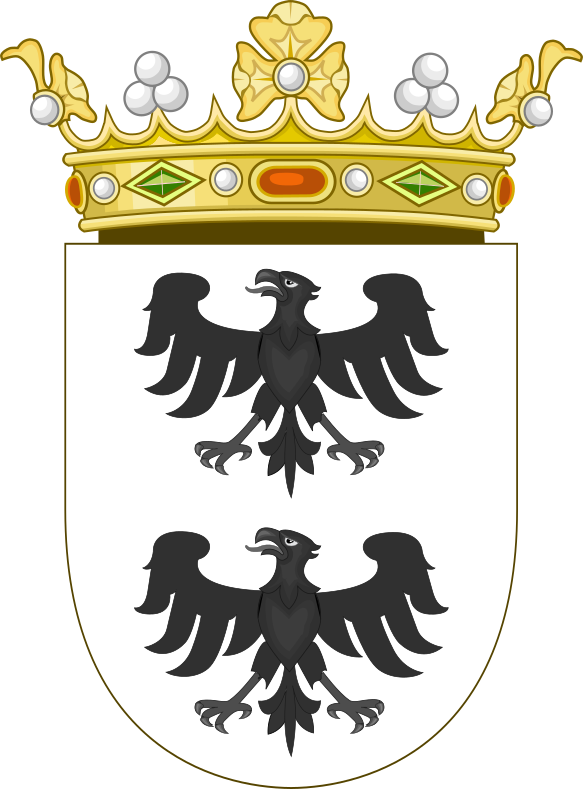
Escudo de los Marqueses de Larraín.

Pablo Larraín Tejada (Santiago, 26 de diciembre de 1894 - 22 de junio de 1982), fue un abogado y político chileno. Elegido Diputado por la 7ª agrupación departamental correspondiente al primer distrito de Santiago centro para el período 1933 - 1937, durante el cual integró la Comisión de Asistencia Médico-Social e Higiene; y reelegido para el período 1937 - 1941, por la misma agrupación departamental, integrando la Comisión de Gobierno Interior. En 1952 fue nombrado Ministro de Economía y Comercio por el presidente Gabriel González Videla.